# Het Groene Boek

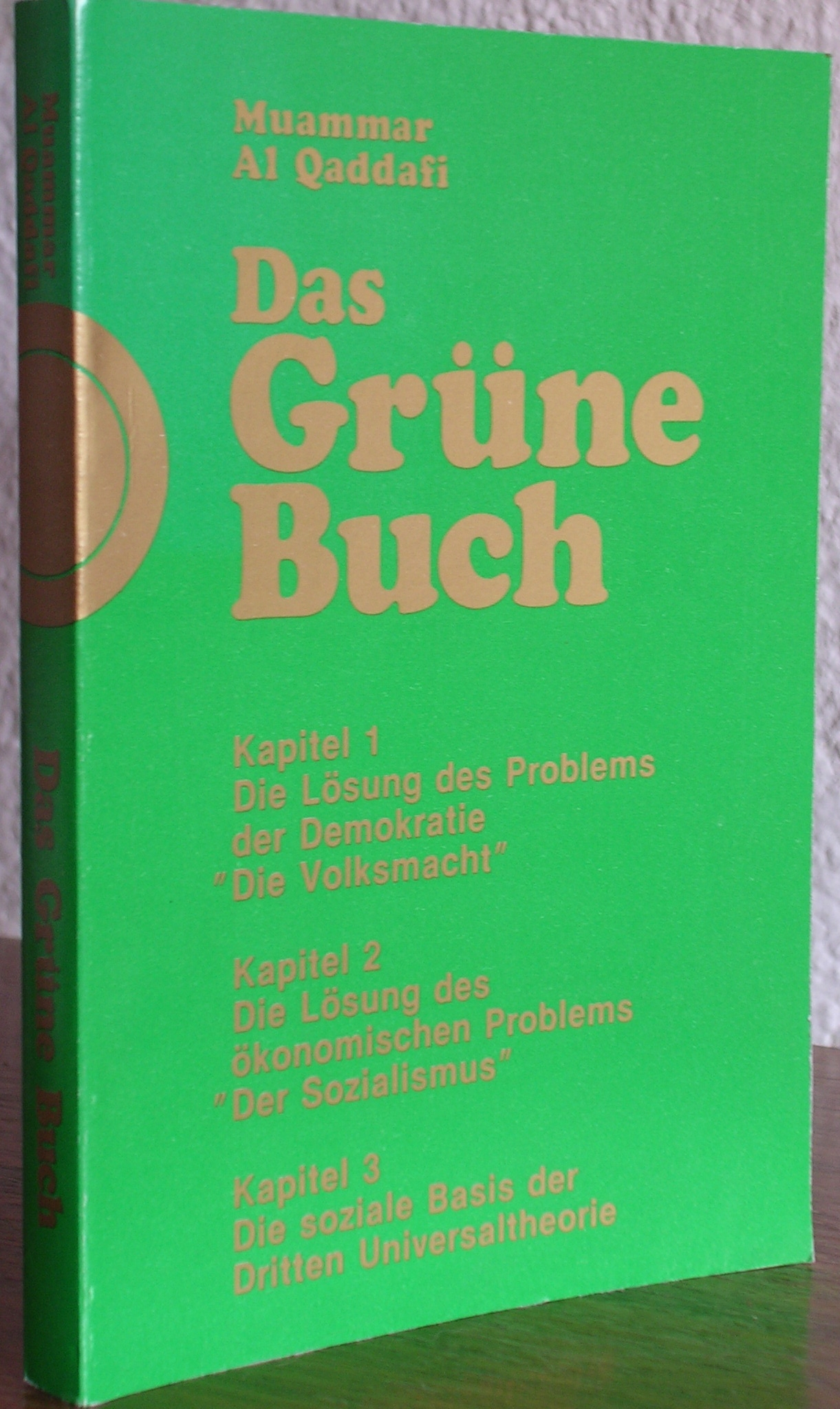
Omslag van de Duitse uitgave

Het Groene Boek (Arabisch: الكتاب الأخضر) is een boek van de Libische revolutionaire leider Moammar al-Qadhafi dat gepubliceerd werd tussen 1975 en 1981. De drie delen van het boek - elk met groene omslag, zoals de kleur van de islam en de vlag van Libië - geven Qadhafi's doctrine over de maatschappij weer.
De drie delen zijn:
- Oplossing voor het Probleem van Democratie: "De Macht van het Volk"
- Oplossing voor het Economische Probleem: "Socialisme"
- Sociale Basis van de Derde Universele Theorie

Het boek verwerpt de moderne parlementaire democratie en bepleit directe democratie middels volkscongressen. Deze organisaties werden werkelijk ingevoerd in Libië, maar naast de organisaties genoemd in het Groene Boek werden er ook Revolutionaire Comités opgezet die meer macht hadden dan deze vertegenwoordigende decentrale organisaties. De Revolutionaire Comités waren ondergeschikt aan het Centrale Coördinatiekantoor, door middel waarvan Qadhafi dictatoriale macht had over Libië. Deze comités deden aan surveillance, ordehandhaving en pasten geweld toe tegen tegenstanders van het regime.
Qadhafi staat verder een islamitisch socialisme voor als tussenliggend alternatief voor het kapitalisme enerzijds en het communisme anderzijds. Hij omschreef zijn leer daarom als de derde universele theorie. Kleinschalige private productie zou toegestaan blijven onder de derde universele theorie, maar de grotere bedrijven moesten gemeenschappelijke eigendom worden. Na langere periode zal door het volgen van het Groene Boek zorgen dat geld en winst zouden verdwijnen. Echter na 2003 werd er door de Libische regering van Qadhafi besloten tot grootschalige privatisering.
Nationalisme werd gezien als essentieel om te zorgen dat een volk en land overleeft. Stammen spelen volgens Qadhafi een belangrijke rol in de natie. Volgens hoofdstuk 18 moest ieder land een enkele religie hebben om harmonie te behouden. Het is onwenselijk dat een grondwet wordt geschreven door comités, want men moet zich houden aan de regels uit traditie en religie. Tijdens zijn bewind werd dan ook de sharia ingevoerd.